# العلاقات التونسية الناوروية
العلاقات التونسية الناوروية هي العلاقات الثنائية التي تجمع بين تونس وناورو.

## مقارنة بين البلدين
هذه مقارنة عامة ومرجعية للدولتين:
| وجه المقارنة                                              | تونس                                       | ناورو                          |
| --------------------------------------------------------- | ------------------------------------------ | ------------------------------ |
| المساحة (كم2)                                             | 163.61 ألف                                 | 21                             |
| عدد السكان (نسمة)                                         | 11.53 مليون                                | 10.08 ألف                      |
| الكثافة السكانية (ن./كم²)                                 | 70.47                                      | 48.00 ألف                      |
| العاصمة                                                   | تونس                                       | ضاحية يارين                    |
| اللغة الرسمية                                             | اللغة العربية                              | اللغة الناورونية، لغة إنجليزية |
| العملة                                                    | دينار تونسي                                | دولار أسترالي                  |
| الناتج المحلي الإجمالي (بليون دولار)                      | 40.26 مليار                                | 113.88 مليون                   |
| الناتج المحلي الإجمالي (تعادل القوة الشرائية) بليون دولار | 129.05 مليار                               | 162.98 مليون                   |
| الناتج المحلي الإجمالي الاسمي للفرد دولار أمريكي          | 3.87 ألف                                   | 9.83 ألف                       |
| الناتج المحلي الإجمالي للفرد دولار أمريكي                 | 11.44 ألف                                  |                                |
| مؤشر التنمية البشرية                                      | 0.721                                      |                                |
| رمز المكالمات الدولي                                      | +216                                       | +674                           |
| رمز الإنترنت                                              | .tn                                        | .nr                            |
| المنطقة الزمنية                                           | ت ع م+01:00، توقيت وسط أوروبا، ت ع م+02:00 | ت ع م+12:00                    |

## منظمات دولية مشتركة
يشترك البلدان في عضوية مجموعة من المنظمات الدولية، منها:
| علم المنظمة | اسم المنظمة                   | تاريخ انضمام تونس | تاريخ انضمام ناورو |
| ----------- | ----------------------------- | ----------------- | ------------------ |
|             | يونسكو                        | 8 نوفمبر 1956     | 17 أكتوبر 1996     |
|             | الاتحاد البريدي العالمي       | ?                 | ?                  |
|             | منظمة الشرطة الجنائية الدولية | ?                 | ?                  |
|             | الأمم المتحدة                 | 12 نوفمبر 1956    | 14 سبتمبر 1999     |
|             | الاتحاد الدولي للاتصالات      | 14 ديسمبر 1956    | 10 يونيو 1969      |
|             | منظمة حظر الأسلحة الكيميائية  | ?                 | ?                  |

## وصلات خارجية
- موقع وزارة الخارجية التونسية